# 22纳米制程
22纳米制程是半导体制造制程的一个等級。自2012年4月开始22纳米的消费级CPU产品推出。
相比先前的制程，自22纳米制程开始，沟道长度不再成为最为重要的因素。
台積電研發出了20nmFinFET製程後，將其更名為16nm製程；比較Apple A9晶片的表現，台積電16nm的省電性，確實明顯優於三星的14nm。
22纳米的后继制程是14纳米。